# 711 Marmulla
711 Marmulla је астероид главног астероидног појаса са средњом удаљеношћу од Сунца која износи 2,236 астрономских јединица (АЈ).
Апсолутна магнитуда астероида је 11,9 а геометријски албедо 0,089.